# Petra Schelm
Petra Schelm (Hamburgo, 16 de agosto de 1950 - 15 de julho de 1971) foi uma integrante do grupo extremista alemão Fração do Exército Vermelho, também conhecido como Grupo Baader-Meinhof, e a primeira vítima fatal das ações desta organização na luta armada contra o Estado alemão.
Na adolescência Petra fez curso de cabeleireira e trabalhou como maquiadora. Depois foi vendedora numa loja de artesanato e guia de turistas de um empresa de viagens norte-americana. No fim dos anos 60, vivendo numa das comunas de jovens existentes na Alemanha, começou a participar do movimento estudantil, na oposição ao sistema parlamentar e ao apoio da Alemanha à Guerra do Vietnã. Nesta época, conheceu outro jovem ativista, Manfred Grashof, de quem se tornou namorada e, através dele, passou a participar do grupo anarquista liderado por Andreas Baader e Gudrun Ensslin, futuros líderes do Baader-Meinhof.
Depois da fuga de Baader da prisão, em maio de 1970, e com a RAF formada, Petra viajou com demais integrantes do grupo para a Jordânia, onde tiveram treinamento militar num campo pertencente à Frente Popular para a Libertação da Palestina (FPLP). Depois de dois meses de treinos, e por diferenças ideológicas e culturais entre os árabes e os europeus, o grupo voltou para a Alemanha e começou suas atividades terroristas, com Petra participando de várias dessas ações, como atentados à bomba e roubos de banco. Vivendo na clandestinidade com o resto dos companheiros, no começo de 1971, ela já era uma das foragidas mais procuradas da Europa.

## Morte
O cerco à RAF começou a se fechar no princípio de 1971, com as medidas tomadas pelo governo alemão para combatê-la, que resultaram numa maciça caçada humana de seus membros, com buscas em residências suspeitas, escuta telefônica e bloqueios e policiais constantes em ruas e estradas pelo país inteiro.
Em 15 de julho de 1971, Petra e seu companheiro de RAF Werner Hoppe viram-se parados à meio de uma batida nas proximidades do centro de Hamburgo. Antes que fossem abordados, os dois saltaram do carro BMW dirigido por ela - já apelidado pela população de Baader-Meinhof Wagen, pela preferência do grupo em usar este carro em suas ações e abriram fogo contra a polícia, batendo em fuga, depois de cercados ao tentar arrancar com o carro. Petra escondeu-se numa garagem de edifício nas proximidades. Descoberta ao tentar sair do local, ao invés de render-se ela disparou contra os policiais, e no tiroteio que se seguiu, foi morta com um tiro logo abaixo do olho por uma rajada de metralhadora. De acordo com testemunhas da ação, Petra foi deixada no chão  pelos policiais sem atendimento por mais de dez minutos até morrer. Hoppe foi preso pouco depois num mangue próximo, perto da rodovia, após render-se. A princípio a polícia acreditou ter morto Ulrike Meinhof, a líder da RAF também procurada, e não Petra.

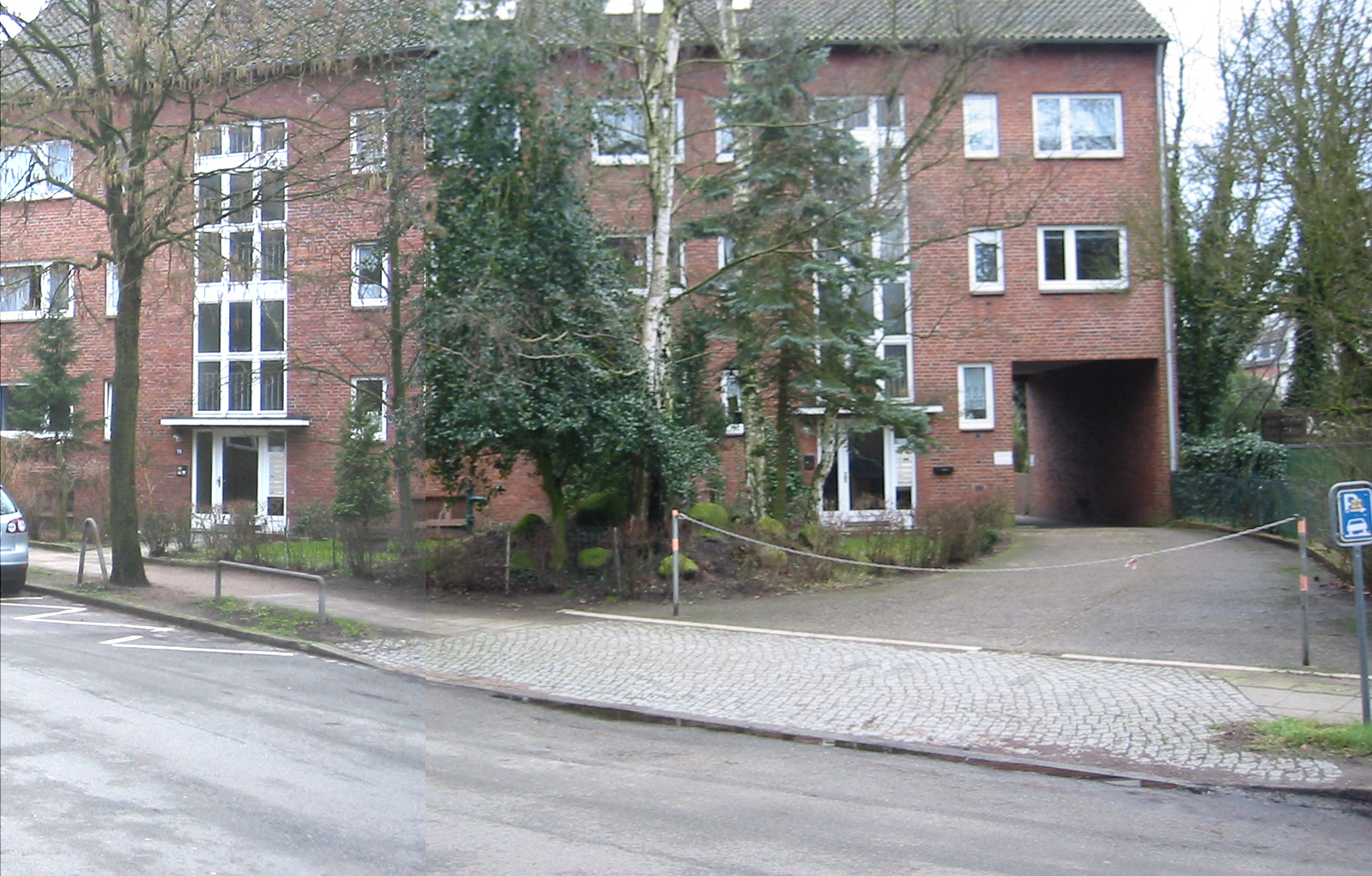
Edifício onde Petra Schelm foi morta pela polícia em Hamburgo

O fato de um policial ter sido baleado por Petra e as condições de sua morte, acabaram provocando um debate sobre a qualidade do treinamento de tiro e abordagem da polícia alemã na época. Sua morte, aos 20 anos de idade e com imagens trasmitidas pela televisão de seu rosto baleado por toda a Alemanha, foi a primeira de um integrante do Baader-Meinhof em confronto armado com a polícia e Petra tornou-se uma mártir da organização, que jurou vingança. Seu enterro, no cemitério de Spandau, foi acompanhado por centenas de estudantes alemães que colocaram uma bandeira vermelha sobre sua tumba, depois removida pela polícia.
Em maio de 1972, um grupo da RAF intitulado Kommando 15 de Julho (a data da morte de Petra), formado por Irmgard Möller e Angela Luther sob a direção de Andreas Baader, invadiu e detonou 50 kg de explosivos no estacionamento da sede do acampamento militar do Supremo Comando Europeu do Exército dos Estados Unidos em Heidelberg que matando três militares e destruindo o local.
Em 2008, o filme O Grupo Baader-Meinhof, baseado no livro de Stefan Aust, Der Baader Meinhof Komplex, considerado a melhor biografia da RAF, foi lançado em todo mundo, causando grande polêmica e repercussão. Nele, Petra Schelm é vivida pela atriz Alexandra Maria Lara.